# Cantonul Montpellier-5
Cantonul Montpellier-5 este un canton din arondismentul Montpellier, departamentul Hérault, regiunea Languedoc-Roussillon, Franța.

## Comune
- Montpellier (parțial)

De volgende wijken van Montpellier maken deel uit van dit kanton:
- Moularès
- Près-d'Arènes
- Saint-Martin
- Cité Mion
- La Rauze
- Tournezy
- Pont-Trinquat
- La Restanque